# Bhandiwad, Hubli
Bhandiwad là một làng thuộc tehsil Hubli, huyện Dharwad, bang Karnataka, Ấn Độ.